# Beryl Korot
Beryl Korot (Nova York, 17 de setembre de 1945) és una videoartista estatunidenca.

## Biografia
Beryl Korot és pionera en el camp del videoart des de principis dels anys setanta. Va ser coeditora de Radical Software (1970), la primera publicació que va debatre les possibilitats del nou mitjà de vídeo i de Video Art (1976) amb Ira Schneider. Els seus primers treballs de múltiples canals (Dachau 1974 i Text and Commentary) es van veure en llocs tan diversos com The Kitchen (1975), Leo Castelli Gallery (1977), Documenta 6 (1977) i el Whitney Museum (1980 i 2002)), Aldrich Contemporary Art Museum (2010), entre d'altres, i van explorar la relació estructural entre la programació de l'antiga tecnologia del teler i la programació per ordinador. Dachau era un treball de vídeo de quatre canals, format per imatges realitzades el 1974 a l'antic camp de concentració, Dachau. Els enregistraments es van centrar en la simetria de l'arquitectura i l'ambient actual de l'espai, inspirant-se en la tecnologia del teler Korot va combinar molts elements separats (en aquest cas, imatges de vídeo) per desenvolupar una obra que reflectís els patrons que era format per. El text i el comentari consistien en cinc canals de vídeo en cinc monitors que mostren Korot teixint en un teler. Els teixits resultants es col·loquen directament enfront dels monitors, amb l'espectador assegut en un banc entre el text teixit dels teixits i el vídeo comentari. La instal·lació també incloïa dibuixos i partitures pictogràfiques de Korot, que van ser la base tant de la producció tèxtil com de l'edició de vídeo. L'obra explora el significat no decoratiu i la base numèrica del patró abstracte, amb Korot entenent el teler, amb el seu ús de targetes perforades, com una forma primerenca de tecnologia de comunicació. Tradicionalment, tant el teixit com la informàtica s'han entès com a professions femenines, però Korot les examina des d'una perspectiva feminista, anant més enllà de les associacions amb la domesticitat i la feminitat i situant l'art tèxtil dins del cànon de les belles arts. La instal·lació va ser adquirida pel Museu d'Art Modern.
Dachau 1974 es troba a la col·lecció Kramlich. Els seus llenços teixits a mà basats en textos pintats en un idioma original van ser exposats el 1986 a la galeria John Weber i el 1990 al Carnegie Museum (Punts de sortida). Dues col·laboracions de vídeo / música amb Steve Reich (The Cave, 1993 i Three Tales, 2002) van portar l'art de la instal·lació de vídeo a un context teatral. Ambdues obres continuen representant-se i s'han instal·lat, a part d'actuacions en directe, en llocs com el Whitney Museum, el Carnegie Museum, la Reina Sofia, la Düsseldorf Kunsthalle i ZKM. Des del 2003 crea un nou cos de vídeo i treballs impresos que es va veure al Museu d'Art Contemporani d'Aldrich per primera vegada, a Beryl Korot: Text / Weave / Line, Video 1977-2010 i, posteriorment, al Dartmouth College Fall 2011 i galeria de bitforms, primavera de 2012, entre d'altres. És becària de Guggenheim i ha rebut nombroses subvencions per la seva feina de la NEA, NYSCA i, més recentment, d'Anonymous Was a Woman (2008).
Korot està casada amb el compositor Steve Reich des del 1976. Tenen un fill, Ezra Reich, nascut el 1978.

## Obres
- Invision, Lost Lascaux Bull, Dishes, Berlin Bees, 20 mins., 1973/1974.
- Dachau 1974, 4 channel video installation work, 23 mins., 1974/1975.
- Text and Commentary, 5 channel video installation work with 5 weavings, pictographic notations, 5 drawings, 33 mins., 1976/1977.
- The Cave, a video opera in 3 Acts, musica de Steve Reich, 120 mins., (1993).
- Sarai, Abram’s Wife, 3 video screen, 3 channel work, 1990.
- Departure from Bikini, 2 minutes, silent, (1991)
- Three Tales, a video opera, music by Steve Reich, 64 mins., 2002.
- Hindenburg, music by Steve Reich, 4 mins., 1997.
- Yellow Water Taxi, 2 mins., 2003.
- Vermont Landscape, 4 mins., 2004.
- Pond Life, 5 mins., 2005.
- Babel: the 7 minute scroll, 7 minutes, 2006
- Florence, 10 ¹⁄₂ minutes, 2008.
- Etty, 12 minutes, 2009/2010.
- Weaver's Notation - Variations 1 and 2, digital embroideries, 2012.